# Microchrysa daccordii
Microchrysa daccordii är en tvåvingeart som beskrevs av Mason 1997. Microchrysa daccordii ingår i släktet Microchrysa och familjen vapenflugor. Inga underarter finns listade i Catalogue of Life.